# 马丁-德耶尔特斯
马丁-德耶尔特斯，是西班牙卡斯蒂利亚-莱昂萨拉曼卡省的一个市镇。 总面积63平方公里，总人口518人（2001年），人口密度8人/平方公里。